# Turris grandis
Turris grandis là một loài ốc biển, là động vật thân mềm chân bụng sống ở biển trong họ Turridae.